# María Debevec Simčič
María Debevec Simčič, prevajalka, * 5. junij 1953, Buenos Aires.
Študij: Filozofska fakulteta na Universidad Católica Argentina (UCA). Profesorji: Octavio N. Derisi, Milan (Emilio) Komar,  Héctor D. Mandrioni, Guillermo Blanco,  Juan R. Courrèges.
- Emilio Komar: La verdad como vigencia y dinamismo – Resnica kot veljavnost in dinamizem (Iz dolge vigilije, Družina /Sidro 2002).  COBBIS
- Emilio Komar: El perfil humano de Alcides de Gasperi – Človeški lik Alcida de Gasperija  (Iz dolge vigilije, Družina/ Sidro 2002). COBBIS
- Emilio Komar: Orden y Misterio – Red in misterij (Študentska založba/Claritas 2002).COBBIS
- Emilio Komar: El amor como expansión del tiempo y pasaje a la eternidad – Ljubezen kot ekspanzija časa in prehod v večnost. - 9. poglavje iz knjige  El tiempo y la eternidad. (Nova revija, L. XXIV, št. 282-283,  2005).  COBBIS Arhivirano 2016-03-04 na Wayback Machine.
- José Ortega y Gasset: Meditaciones del Quijote – Meditacije o Kihotu. (Družina/Sidro 2003).  COBBIS Arhivirano 2017-04-13 na Wayback Machine.
- José Ortega y Gasset: El espectador – Opazovalec.  (Izbor. Družina/ Sidro 2010).  COBBIS Arhivirano 2017-04-13 na Wayback Machine.
- Alvear Metalli y Martin Disto: Retorno a la realidad. Entrevista con Emilo Komar. – Vrnitev v resničnost. (Tretji dan, L. XXXVI, št. 9/10. 2007).